# 안드리 셰우첸코
안드리 미콜라요비치 셰우첸코(우크라이나어: Андрі́й Микола́йович Шевче́нко, 러시아어: Андре́й Никола́евич Шевче́нко 안드레이 니콜라예비치 솁첸코[*], 우크라이나어 발음: [ɐnˈd⁽ʲ⁾r⁽ʲ⁾ij mɪkoˈlɑjowɪtʃ ʃeu̯ˈtʃɛnko], 1976년 9월 29일~)는 우크라이나의 축구 선수, 지도자, 체육행정가이다. 선수 시절 스트라이커로 활동했으며 현재 우크라이나 축구 협회의 회장을 역임하고 있다. 대한민국에서는 성 '셰우첸코'의 로마자 표기 'Shevchenko'를 로마자 그대로 읽은 안드리 셰브첸코로도 알려져 있다.
1993년 FC 디나모 키이우에서 선수 경력을 시작했고 1999년 AC 밀란으로 이적하기 전까지 우크라이나 비샤 리하에서 5시즌 연속 우승을 달성했다. 밀란으로 이적한 후 2003 UEFA 챔피언스리그 결승전에서 우승했고 세리에 A, 코파 이탈리아, 수페르코파 이탈리아나, UEFA 슈퍼컵에서 각각 1회 씩 우승했다. 2006년 첼시 FC로 이적하며 첼시 역사상 최다 지출 이적료 기록과 프리미어리그 역사상 최다 지출 이적료 기록을 경신했고 첼시 소속으로 FA컵, 풋볼 리그 컵에서 각각 1회 우승했다. 2009년 8월 첼시에서 친정팀 디나모 키이우로 이적했고 2012년 선수 경력을 마감했다.
셰우첸코는 우크라이나 연령별 국가대표팀을 거친 후 1995년 우크라이나 축구 국가대표팀에 데뷔했다. 2002년부터 우크라이나 대표팀의 주장으로 활동하며 2006년 FIFA 월드컵 유럽 지역 예선에서 대표팀의 역사상 첫 번째 FIFA 월드컵 진출과 첫 번째 월드컵 본선 4강 진출에 기여했다. 모국에서 열린 UEFA 유로 2012에도 참가한 그는 2024년 9월 기준으로 우크라이나 축구 국가대표팀에서 총 48득점을 기록하며 우크라이나 대표팀 역대 최다 득점자 기록을 가지고 있다.
셰우첸코는 2004년 FIFA 100에, 2005년 FIFA FIFPRO 월드 11에 선정되었으며 2004년 발롱도르 수상자가 되었다. 그는 AC 밀란 소속으로 총 175득점을 기록하며 2024년 9월 기준으로 구단 역사상 가장 많은 득점을 기록한 선수 2위에 위치해 있고, 데르비 델라 마돈니나에서만 14득점을 기록하며 데르비 델라 마돈니나 역사상 가장 많은 득점을 기록한 선수 기록을 가지고 있다. 또한 유럽 축구 연맹이 주관하는 유럽 구단 대항전에서 총 67득점을 기록하며 2024년 9월 기준으로 UEFA 주요 유럽 구단 대항전에서 가장 많은 득점을 기록한 선수 7위에 위치해 있다. 
셰우첸코는 2012년 선수 경력을 마감한 후 우크라이나 – 전진! 소속으로 2012년 우크라이나 총선에 도전했으나 그의 당은 원내 정당이 되지 못했다. 2016년 2월 우크라이나 대표팀의 감독 미하일로 포멘코를 보좌하는 수석 코치로 임명되며 축구 지도자 경력을 시작했고, 당해 7월 대표팀의 감독으로 임명되어 대표팀의 UEFA 유로 2020 본선 4강 진출에 기여했다. 2021년부터 2022년까지 제노아 CFC의 감독으로 활동했고 2022년 11월 17일 우크라이나 국가 올림픽 위원회의 부회장으로 임명되었다. 바딤 후차이트가 올림픽 위원회의 새로운 회장이 된 후 그와의 불화로 2023년 1월 올림픽 위원회 부회장에서 사임했고 2024년 1월 우크라이나 축구 협회의 회장으로 선임되었다.

## 구단 경력
셰우첸코는 우크라이나 프리미어리그의 FC 디나모 키이우에서 프로 선수로 데뷔하였고, 5번 연속 우승을 차지하였다. 특히 1997-98 시즌 UEFA 챔피언스리그 C조 예선 FC 바르셀로나와 원정 경기에서 해트트릭을 기록하는 등 팀의 4-0 승리를 이끌기도 하였다. 이런 활약을 바탕으로 1999년 이탈리아 세리에 A 클럽 AC 밀란으로 이적하였고, AC 밀란 이적 후 뛰어난 활약을 계속하여 2004년에는 발롱도르를 수상하였다.
2006년 잉글랜드 프리미어리그 역대 최고 이적료인 3,080만 파운드에 첼시로 이적하였으나, 저조한 득점으로 미미한 활약을 보였다. 결국 그는 2008년 8월 친정팀인 AC 밀란으로 임대 이적하였지만, 부진한 활약을 거듭하여 2009년 8월 친정 팀 FC 디나모 키이우로 복귀하였다.

## 국가대표팀 경력
2006년 FIFA 월드컵에서 첫 출전한 우크라이나를 8강으로 이끌었으며, 사우디아라비아와 튀니지를 상대로 득점을 기록했다.
특히 스위스와의 16강전 승부차기에서는 첫번째 키커로 나섰다가 실축했지만, 골키퍼 쇼우코우스키의 활약으로 8강 진출에 성공하였다.
37세에 UEFA 유로 2012 대회에 출전했다. 비록 조별리그에서 탈락했지만, 스웨덴과의 경기에서 2골을 넣고 우크라이나의 첫 승을 이끌면서 그 경기의 공식 최우수 선수에 선정되기도 했었다.
그는 지금까지 우크라이나 축구 국가대표팀으로 111경기에 출전하여 48골을 기록하였고, 2006년 FIFA 월드컵과 UEFA 유로 2012에서 주장으로 출전해 각각 2골을 기록하였다.

## 은퇴 이후
2012년 7월 28일에 현역 은퇴를 선언했다. 그는 유럽프로골프 2부 투어인 챌린지 투어에 골프 선수로 참가하였고, 이후 정계 진출을 선언하고 국회의원 선거에 출마했으나, 낙선했다.
국회의원 낙선 후 정계 입문을 접은 그는 우크라이나 축구 국가대표팀의 코칭스태프로 몸담고 있다.

## 출전 통계
| 구단          | 시즌    | 리그 | 리그 | 컵   | 컵   | 대륙 | 대륙 | 기타 | 기타 | 합계 | 합계 |
| 구단          | 시즌    | 출전 | 득점 | 출전 | 득점 | 출전 | 득점 | 출전 | 득점 | 출전 | 득점 |
| ------------- | ------- | ---- | ---- | ---- | ---- | ---- | ---- | ---- | ---- | ---- | ---- |
| 디나모 키이우 | 1994-95 | 17   | 1    | 4    | 1    | 2    | 1    |      |      | 23   | 3    |
| 디나모 키이우 | 1995-96 | 31   | 16   | 5    | 1    | 2    | 2    |      |      | 38   | 19   |
| 디나모 키이우 | 1996-97 | 20   | 6    |      |      |      |      |      |      | 20   | 6    |
| 디나모 키이우 | 1997-98 | 29   | 25   | 8    | 8    | 10   | 6    |      |      | 41   | 39   |
| 디나모 키이우 | 1998-99 | 26   | 18   | 4    | 5    | 14   | 10   |      |      | 44   | 33   |
| 디나모 키이우 | 소계    | 123  | 66   | 21   | 15   | 28   | 19   |      |      | 166  | 100  |
| 밀란          | 1999-00 | 32   | 24   | 4    | 4    | 6    | 1    | 1    | 0    | 43   | 29   |
| 밀란          | 2000-01 | 34   | 24   | 3    | 1    | 14   | 9    |      |      | 51   | 34   |
| 밀란          | 2001-02 | 29   | 14   | 3    | 0    | 6    | 3    |      |      | 38   | 17   |
| 밀란          | 2002-03 | 24   | 5    | 4    | 1    | 11   | 4    |      |      | 39   | 10   |
| 밀란          | 2003-04 | 32   | 24   | 1    | 0    | 10   | 4    | 2    | 1    | 45   | 29   |
| 밀란          | 2004-05 | 29   | 17   |      |      | 10   | 6    | 1    | 3    | 40   | 26   |
| 밀란          | 2005-06 | 28   | 19   |      |      | 12   | 9    |      |      | 40   | 28   |
| 밀란          | 2008-09 | 18   | 0    | 1    | 1    | 7    | 1    |      |      | 26   | 2    |
| 밀란          | 소계    | 226  | 127  | 16   | 7    | 76   | 37   | 4    | 4    | 322  | 175  |
| 첼시          | 2006-07 | 30   | 4    | 6    | 3    | 10   | 3    | 5    | 4    | 51   | 14   |
| 첼시          | 2007-08 | 17   | 5    | 1    | 0    | 5    | 1    | 2    | 3    | 25   | 9    |
| 첼시          | 2009-10 | 1    | 0    |      |      |      |      |      |      | 1    | 0    |
| 첼시          | 소계    | 48   | 9    | 7    | 3    | 15   | 4    | 7    | 7    | 77   | 23   |
| 디나모 키이우 | 2009-10 | 21   | 7    | 2    | 0    | 6    | 1    |      |      | 29   | 8    |
| 디나모 키이우 | 2010-11 | 18   | 10   | 2    | 1    | 12   | 5    |      |      | 32   | 16   |
| 디나모 키이우 | 2011-12 | 16   | 6    | 1    | 0    | 5    | 0    |      |      | 22   | 6    |
| 디나모 키이우 | 소계    | 55   | 23   | 5    | 1    | 23   | 6    |      |      | 83   | 30   |

## 수상 내역

#### 디나모 키이우
- 우크라이나 프리미어리그 : 1994-95, 1995-96, 1996-97, 1997-98, 1998-99
- 우크라이나 컵 : 1995-96, 1997-98, 1998-99
- CIS 컵 : 1996, 1997, 1998
- 우크라이나 슈퍼컵 : 2011

#### AC 밀란
- 세리에 A : 2003-04
- 코파 이탈리아 : 2002-03
- 수페르코파 이탈리아나 : 2004
- UEFA 챔피언스리그 : 2002-03
- UEFA 슈퍼컵 : 2003

#### 첼시
- FA컵 : 2006-07
- EFL컵 : 2006-07

### 개인
- 세리에 A 득점왕 : 1999-00, 2003-04
- 세리에 A 올해의 외국인 선수 : 2000
- 세리에 A 올해의 골 : 2004
- UEFA 최우수 공격수 : 1998-99
- UEFA 챔피언스리그 득점왕 : 1998-99, 2005-06
- UEFA 올해의 팀 : 2004, 2005
- 우크라이나 올해의 선수 : 1997, 1999, 2000, 2001, 2004, 2005
- 우크라이나 프리미어리그 올해의 선수 : 1997
- CIS컵 득점왕 : 1997
- CIS컵 대회 베스트 : 1997
- CIS 올해의 선수 : 2004, 2005
- FIFPro 월드 베스트 XI : 2005
- 팔로네 다르젠토 : 2003-04
- ESM 올해의 팀 : 1999–00, 2003–04, 2004–05
- 월드사커 20세기 최고의 선수 100인
- AC 밀란 명예의 전당
- FIFA 100 : 2004
- 골든풋 : 2005
- 우크라이나 영웅 : 2004
- 야로슬라우 현공 훈장 1급 : 2021
- 우크라이나 공로장 1등급 : 2012
- 우크라이나 공로장 2등급 : 2003
- 우크라이나 공로장 3등급 : 1999
- 우크라이나 용감훈장 : 2006
- 이탈리아 공화국 성훈장 사령관장 : 2018
- 키이우 명예시민 : 2014
- 명예 우크라이나 체육 명장 : 2003
- 우크라이나 국가 전설 : 2022

#### 발롱도르
- 1999 - 3
- 2000 - 3
- 2001 - 8
- 2003 - 4
- 2004 - 1
- 2005 - 5

## 같이 보기
- A매치 100경기 이상 출전한 축구 선수 명단